# Frigg
Frigg (= "a gyengéd") vagy Frija (ófelnémet), Frea (longobárd) istennő a germán törzseknél; a házasság istennője a skandináv mitológiában.  Odin felesége, közös gyermekeik  Baldr (Balder), Hermod és Hödr. Sokban hasonlít Freyja alakjához, talán azonos is vele. Frigg a ván-háború után megy férjhez Odinhoz, ami arra utal, hogy esetleg ő maga is a Vánokhoz tartozik. Az általánosan elfogadott mégis az, hogy ő az áz főistennő. Kísérői a gyógyító tudású Eir istennő, valamint a szolgálói Gna, Fulla és Hlin. Mint a családi boldogság oltalmazója, nem lehet egyszerű a dolga, hiszen ő maga nem él együtt Odinnal, hanem a saját lakosztályában a Fen-csarnokban (Fensalarna). Házassága nem akadályozza meg abban, hogy kapcsolata legyen Odin testvéreivel Vilivel és Vével.
Az Edda Loki csúfolkodása című énekében Loki így szól erről:
Ne locsogj, Frigg,

Fjörgunnak lánya,

faltad mindig is a férfit,

így hagytad, hogy Vili és Vé

öleljen, vággyal,

Vídrir asszonyát.
(Tandori Dezső fordítása)

## Név és eredet

### Etimológia
A Frigg név, az ófelnémet Frīja, az óangol Frīg, valamint az ószász Frī közös eredettel rendelkeznek. A proto-germán * Frijjō nőnemű főnévből származnak a *frijaz (szabad) melléknév képzésével, a Holtzmann-szabály szerint. A törzsi alapú társadalmi rendszerben a "szabad" fogalom a "rokon" fogalommal áll kapcsolatban, és etimológiailag közel áll a proto-germán *frijōn (szeretni) igéhez vagy a  szanszkrit priyā, illetve az avesztai fryā (drága, saját, szeretett) szavakhoz, amelyek mind az indoeurópai alapnyelv prih₁- szógyökére vezethetőek vissza, melynek jelentése "valaki által birtokolt, szeretett".
Az újabb szerkesztők néha egy -a utótagot alkalmaztak a női nem jelölésére, aminek eredményeként a szó a Frigga alakot kapta. Ez az írásmód azt a célt is szolgálja, hogy az istennőt elhatárolják az angol frig szótól.
Az angol nyelvben a hét napjai közül a Friday (péntek)  az óangol Frīġedæġ szóból származik, melynek jelentése: „Frig napja”. Ez azonos eredetű az ófelnémet frîatac szóval. Számos helységnév utal Friggre a mai Norvégia és Svédország területén, bár Dániában a hivatalos helységnevekből teljesen hiányzik az istennő neve.

### Eredet
Frigg Freyja istennővel való kapcsolata és esetleges korábbi azonosítása a proto-germán időszakban tudományos vita tárgyát képezi (Frigg és Freyja eredethipotézis) . Hasonlóan a Vánokhoz, az istencsoport nevéhez, amelyhez Freyja tartozik, a Freyja név sem jelenik meg Skandinávián kívül, ellentétben Frigg istennő nevével, akit a germán népeknél általánosan istennőként ismernek, és akinek nevét proto-germán * Frijjō alakkal rekonstruálják. Nem maradt fent bizonyíték arról, hogy létezett volna egy közös germán istennő, amelyből az ó-skandináv Freyja származik, de a szakértők megjegyezték, hogy könnyen elképzelhető, hogy ez csak a fennmaradt források hiányának tudható be.
Freyja és Frigg közös eredetének hipotézisével kapcsolatban Stephan Grundy megjegyzi, hogy a probléma, vagyis hogy Frigg vagy Freyja eredetileg egyetlen istennő lehetett-e, meglehetősen bonyolult, még inkább nehezíti a kérdés tisztázását a viking kor előtti germán istennőkre való hivatkozások hiánya, és a források változó minősége. A legjobb szerinte az, ha megvizsgáljuk az azonosság melletti és elleni érveket, és megnézzük, mennyire alátámasztottak a nézetek.
Egyes nézetek szerint Holle anyó Frigg továbbélése a folklórban.

## Megjelenés írásos forrásokban

### Origo Gentis Langobardorumés aHistoria Langobardorum

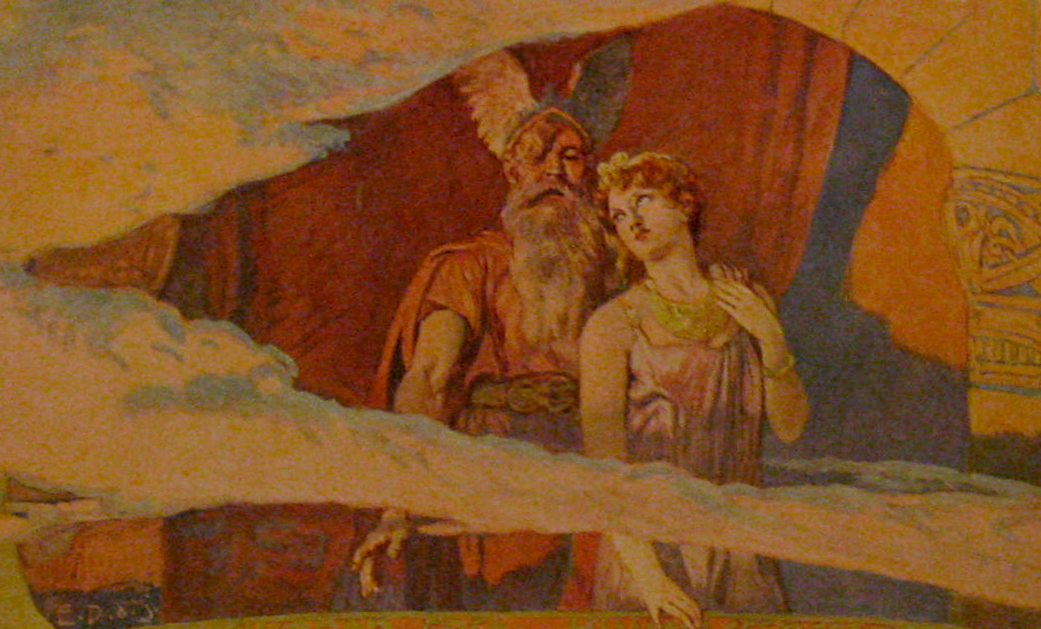
Frea és Godan lenéznek az ég ablakán a Winili nőkre. Emil Doepler, 1905

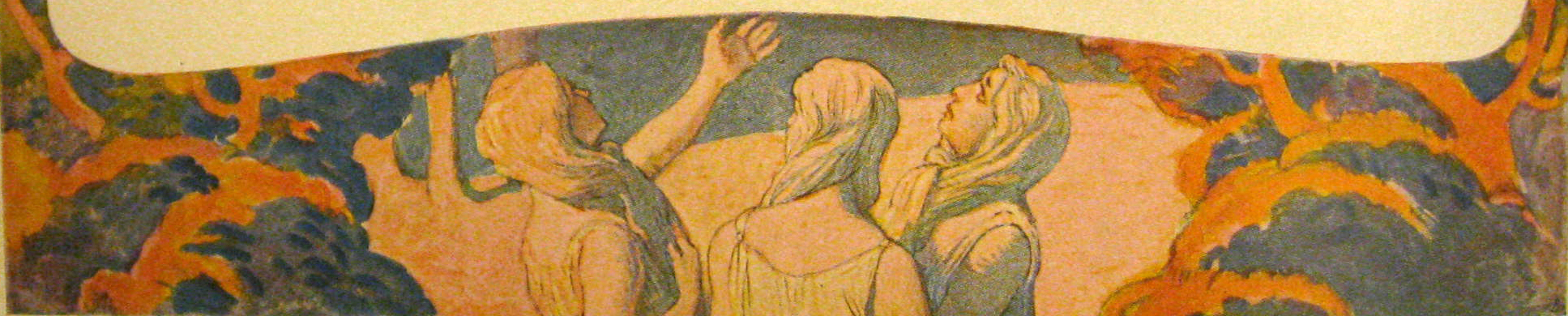
A nők, hajukat szakállszerűen felkötve, felnéznek Godanra és Freára. Emil Doepler, 1905

A 7. századi Origo Gentis Langobardorum és az ezen alapuló Paulus diakónus által írt 8. századi Historia Langobardorum tartalmazza a langobárdok eredetmondáját, egy germán népcsoportét, akik a mai Olaszország egyik régióját uralták (lásd Lombardia). A legenda szerint az "apró embereket", akiket Winnili néven ismerünk Gambara nevű nő vezette, akinek két fia volt, Ybor és Agio. A vandálok Ambri és Assi vezetésével eljöttek a Winnili néphez a hadseregükkel, és megfenyegették őket, hogy vagy sarcot fizetnek, vagy háborút indítanak ellenük. Ybor, Agio, és az anyjuk, Gambara visszautasította a követelésüket.  Ambra és Assi ekkor Godan istent kérték, hogy segítse őket győzelemre a Winnilikkel szemben, amire Godan így válaszolt: "Akit először meglátok a felkelő Nap fényében, annak adom a győzelmet."
Mindeközben Ybor és Agio Freát hívta, Godan feleségét. Frea megbeszélte velük, hogy "napkeltekor a Winnilik jöjjenek el, és a feleségeik is tartsanak a férjeikkel a hajukat kibontva, és az arcuk köré tekerve, hogy az szakállra hasonlítson". Napkeltekor Frea megfordította Godan ágyát, hogy kelet felé nézzen, és felkeltette. Godan látta a Winniliket a szakállas feleségeikkel együtt, és azt kérdezte, "Kik ezek a hosszú szakállúak?", Frea pedig azt felelte, "Ahogy nevet adtál nekik, adj nekik győzelmet is!". Godan így is tett, "hogy a tanácsa szerint védekezzenek, és legyen az övék a győzelem". Ezentúl a winniliket langobárdként ismerték (ami langobárd nyelven hosszú szakállút jelent).

### Második merseburgi ráolvasás

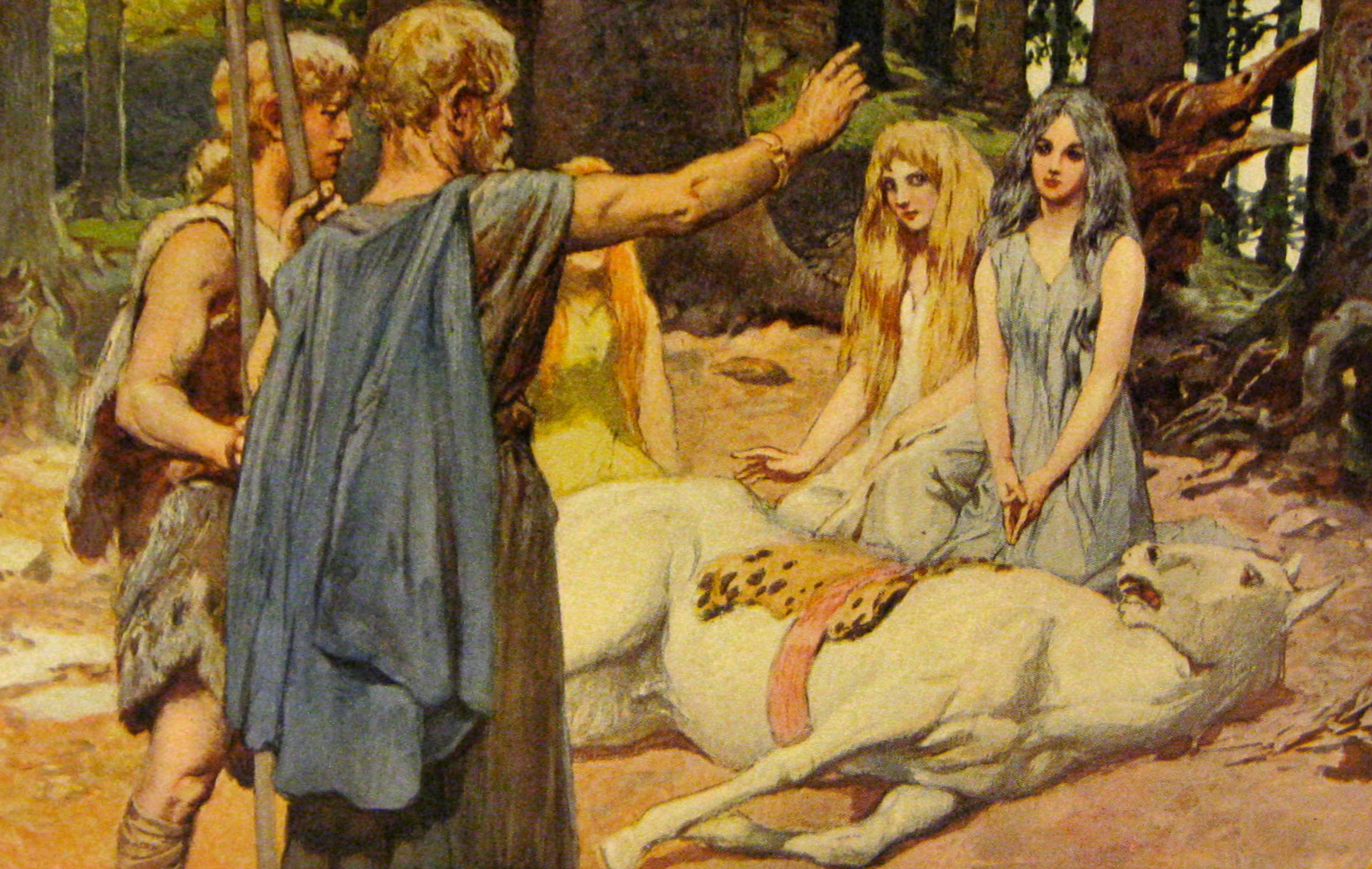
Wodan meggyógyítja Balder lovát. Emil Doepler

A 10. századi kézirat, melyet a mai Merseburg területén, Németországban találtak, tartalmaz egy ráolvasást, ami Második merseburgi ráolvasás néven vált ismertté. A ráolvasás több különböző helyi germán istenséget megidéz, köztük az ófelnémet Friját, és Vollát, egy istennőt, akit vele társítanak, hogy segítsenek meggyógyítani a lovat.
| Phol ende uuodan uuoran zi holza. du uuart demo balderes uolon sin uuoz birenkit. thu biguol en sinthgunt, sunna era suister, thu biguol en friia, uolla era suister thu biguol en uuodan, so he uuola conda: sose benrenki, sose bluotrenki, sose lidirenki: ben zi bena, bluot si bluoda, lid zi geliden, sose gelimida sin! | Phol és Wodan az erdőbe mentek Ott aztán az úr/Balder csikójának kibicsaklott a lába Ott aztán ráolvasott Sinthgunt, Sunna nővére Ott aztán ráolvasott Frija, Volla nővére Ott aztán ráolvasott Wodan, ahogy csak (ő) bírta Ahogyan bicsaklás, ahogy vérhúzódás Ahogy lábhúzódás Lábat lábhoz, vért vérhez, Tagot taghoz, mint ragasztva lennének. |  |

### Edda-énekek
Az Edda-énekekben, melyeket a 13. században jegyeztek le a korábbi hagyományok alapján, Frigget a  Völuspá, és a Vafþrúðnismál versekben, valamint a Grímnismál, a Lokasenna, és az Oddrúnargrátr szövegekben említik.
A Völuspában Frigget három helyen említik. Az első alkalommal a vers elbeszéli, hogy Frigg a fia, Baldr halálát siratja a Fen-csarnokban (Fensalarna). Később a versben, amikor Odin eljövendő halálát megjósolják,  Odinra  Frigg szerelmeként hivatkoznak, és a jövőbeli halálát pedig Frigg második gyászának nevezik. Az "első gyász" értelemszerűen a vers már említett korábbi jelenetére utal, amikor Frigg Baldrt siratta.
Frigg fontos szerepet kap a Grímnismál vers prózai bevezetőjében. A bevezető Hrauðungr király két fiáról szól,  tízéves Agnárról és a nyolcéves Geirrodról. A fiúk egyszer csónakba szálltak és halászni mentek, de közben a széllel ismeretlen partra sodródtak. Az éji sötétben értek partot, akkor kiszálltak, paraszttanyára leltek, ott is maradtak télire. Az asszony viselte gondját Agnárnak, az ember Geirrodnak. Tavaszra aztán szerzett nekik csónakot az ember. Ahogy az asszonnyal lekísérte a fiúkat a tengerpartra, még szót váltott Geirroddal. A fiúk jó szelet kaptak, vissza is érkeztek apjuk földjéhez.
Geirrod, aki a csónak orrában állt, hamar partra szökkent, és így kiáltott: „Te csak menj, ahol a gonosz szellemé lehetsz!” A hajó kisodródott a tengerre. Geirrod viszont felment a házhoz, és mindenki nagy örömmel fogadta. Apja nemrégiben halt meg, így Geirrodot választották meg királynak, kiváló ember vált belőle.

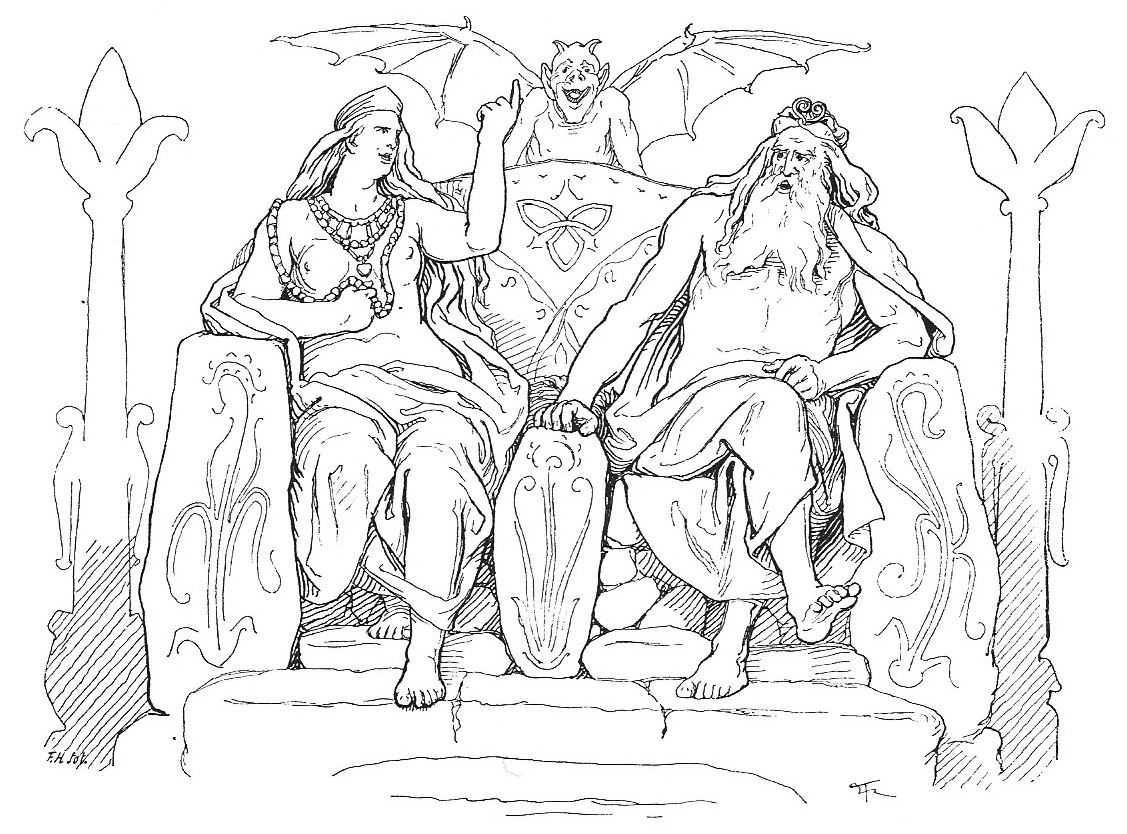
Frigg és Odin a Hlídszkjálfban ülnek, és az összes világokat szemlélik, és fogadást kötnek, ahogy a Grímnismálban. Lorenz Frølich illusztrációja, 1895

Ezt követően a történet egy másik szálát követjük. Ódin és Frigg a Hlídszkjálfban ülvén szemlélte, mi történik szerte a világokban. Ódin szólott: „Látod-e nevelt fiadat, Agnárt, ahogy egy óriásnővel [óészaki gȳgi] egy barlangban gyermeket nemz? Geirrod viszont, az én védencem király lett, és most ott él országában.” Frigg így felelt: „Geirrod meg nem ad eleget enni az embereinek, azzal kínozza őket, ha szerinte túl sok a vendég a háznál.” Odin erre azt válaszolta, hogy ez szemenszedett hazugság. Ekkor elhatározták, hogy fogadást kötnek.
Frigg elküldte Futlát, szolgálólányát Geirrodhoz, hogy figyelmeztesse a királyt, hogy óvakodjék attól a varázstudó embertől, aki országába érkezett, és akit arról lehet felismerni, hogy még a legharapósabb kutya sem ugrik neki. Hazugság volt, hogy Geirrod nem bánik jól a vendégeivel; de a király ekkor mégis elfogatta azt az embert, akit az ebek se akartak megmarni. Az idegen kék ruhát viselt, Grímnirnek nevezte magát, de többet nem mondott, bárhogy faggatták. A király megpróbálta kínzással szóra bírni, két tűz közé ültette, otthagyták nyolc éjen át. Geirrod királynak volt egy nyolcéves fia, akit bátyja után Agnárnak hívtak. Agnár ment oda Grímnirhez, és megkínálta egy teli szaru itallal, mondván, rosszul tette a király, hogy vendégét ártatlanul bántotta. Grímnir ivott az italból, és énekbe kezdett, de a történet további részében nem esik szó többet Friggről. 
A Lokasenna énekben is szerepel, amiben Loki majdnem az összes női jelenlévőt megvádolja hűtlenséggel vagy paráznasággal. Egy dühos szóváltás alakul ki Loki és Frigg között (lásd a feljebb), majd később Loki és Freyja között is Friggről. A vers prózai bevezetője leírja, hogy számos isten és istennő vett részt az ünnepélyen, amit Égir tartott, ez magába foglalja Odint és a feleségét, Frigget.

### Prózai Edda
Friggről szó esik a 13. századi, Snorri Sturluson által gyűjtött és írt Prózai Eddában.  Frigg első említése a műben a Prologusban történik, amiben az északi istenek eredetének mondáját írja le. A szerző Frigget Odin feleségeként írja le, és a népi nyelvészet alapján társítja a Frigg nevet a latin hatású  Frigida alakkal. A Prologus még hozzáteszi, hogy Odin és Frigg is rendelkeztek a jövőbe látás adományával.
A Prózai Edda következő részében, a Gylfaginningben, Magas elmondja Ganglerinek (vagyis Gylfi királynak álruhában), hogy Frigg, Fjörgynn (óészaki Fjörgynsdóttir) lánya feleségül ment Odinhoz, és hogy az ázok ettől a pártól származnak, és hozzáteszi, hogy a föld [Jörðin] volt Odin lánya és felesége.  Magas szerint kettőjüknek sok fia volt, köztük a legelső a hatalmas Thor isten.

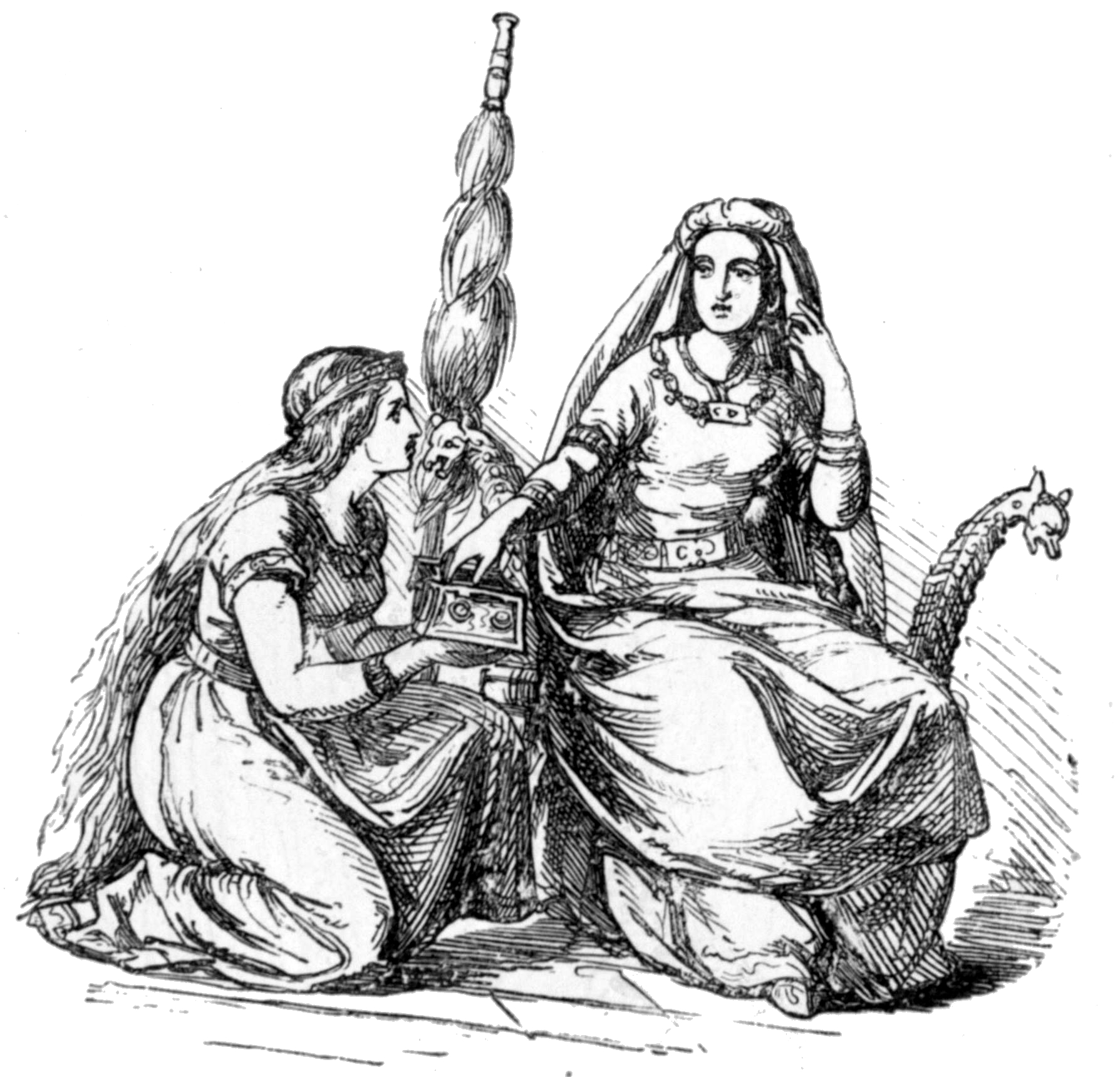
Frigg szolgálólánya egy dobozt nyújt úrnőjének. Ludwig Pietsch, 1865

Később a Gylfaginningban Gangleri az áz istennőkről kérdez. Magas azt mondja, a leghatalmasabb közülük Frigg, és hogy csak  Freyja hasonlítható hozzá. Frigg a ragyogó Fen-csarnokban (Fensalarna) lakozik. A Gylfaginning ezen részében Frigget megemlítik a többi áz istennővel kapcsolatban is. Fulla viszi Frigg hamvas ládáját, gondoskodik a lábbelijéről, és ismeri a titkait, Lofn különleges engedélyt kapott Friggtől és Odintól, hogy a férfi és nő közötti egységet rendezze, Hlín arra kapott utasítást, hogy őrizze a bajtól azikat, akiket Frigg arra érdemesnek ítél, Gnát pedig Frigg különböző világokba küldte, hogy intézze az ügyeit.
A Gylfaginning 49. részlete Frigg fiának, Baldrnak a sorsát mondja el.  Magas elmondása szerint Baldr többször is baljós álmot látott, ami annak az előjele volt, hogy az élete veszélyben forog. Amikor Baldr ezt elmesélte a többi áznak, az istenek gyűlést hívtak össze, és eldöntötték, hogy védetté teszik Baldrt minden veszéllyel szemben. Frigg egymás után megígérteti többek között az elemekkel, a környezettel, a betegségekkel, az állatokkal, hogy nem bántják a fiát. Sikeres lett a terv, és az ázok kipróbálták Baldr újdonsült sérthetetlenségét. Szórakozásból megpróbálták lelőni vagy leszúrni, de nem Baldrnak semmi baja nem esett. Viszont Loki is észrevette ezt, és nem volt elégedett az események alakulásával. Nő képében elment a Fen-csarnokba Frigghez.
Ott Frigg megkérdezte a látogatójától, hogy miért gyűltek össze az ázok, a nő pedig elmondta, hogy Baldrt támadják, de ő sértetlen marad. Frigg erre elmondja, hogy a fegyver vagy fa nem bánthatja Baldrt, mert mindnek a szavát vette. A nő megkérdezi Frigget, hogy tényleg mindentől ígéretet kapott-e arra, hogy nem bántja a fiát, Frigg pedig egy kivételt említ. Valhallától nyugatra nő egy fa, amit fagyöngynek neveznek, és túl fiatal, nem is képes arra, hogy önállóan esküt tegyen. Loki erre eltűnik.

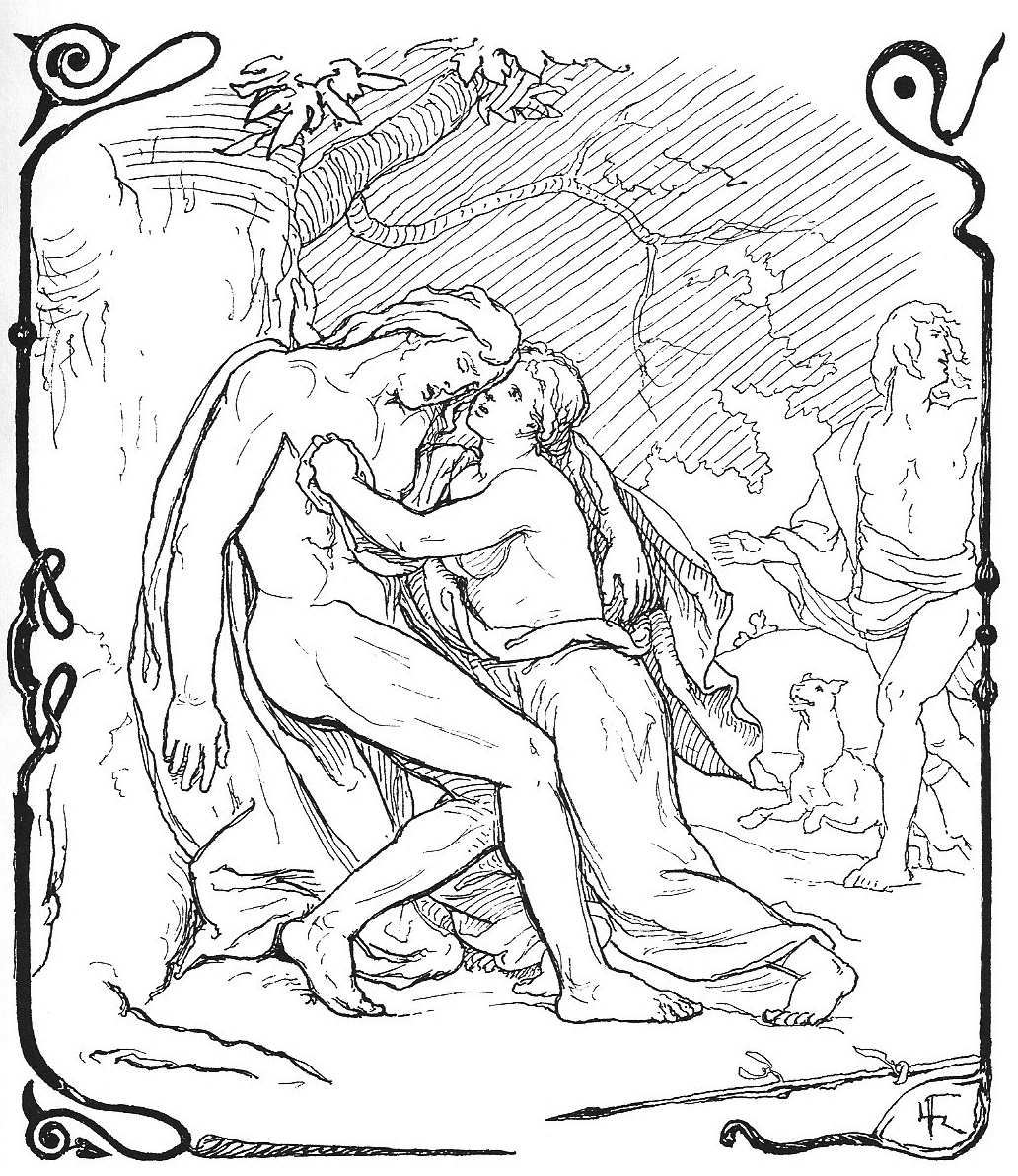
Frigg tartja a halott fiát.Lorenz Frølich, 1895

Ezt követően Loki a fagyönggyel felfegyverkezve visszatér az ázok közé, és csellel ráveszi a vak Hödrt, Baldr testvérét, hogy rálőjön Baldrra egy fagyöngyből készült fegyverrel. Az összegyűlt istenek rémületére a fagyöngy keresztülszúrja Baldrt, és megöli. Az istenek megrettenve álltak, és csak sírni tudtak gyászukban. Frigg szólalt meg ekkor, azt kérdezte, ki az az ázok közül, aki meg kívánja kapni az ő összes szeretetét, akinek lekötelezettje lenne, és aki hajlandó lenne ellovagolni Hélhez, hogy magpróbálja megtalálni a fiát, Baldrt, és váltságdíjat ajánlana Hélnek, ha visszaengedné őt Asgardba.
Hermod elfogadja Frigg felkérését, és elindul Hélhez. Mialatt utazik, díszes temetést rendeznek Baldrnak, amin szinte az összes isten részt vesz, mindenek előtt az anyja és az apja, Odin és Frigg. A temetésen Baldr felesége, Nanna belehal a bánatba, és a halotti máglyára helyezik a férje mellé. Hermod az alvilágban megtalálja Baldrt és Nannát, és egyezséget köt, hogy Baldr visszatérhet, ha minden élő megsiratja. Nanna Hermoddal ajándékot küldet Friggnek (egy vászon köntöst) és Fullának (egy gyűrűt).  Hermod visszalovagol az ázokhoz, és elmeséli a történteket. Azonban az egyezség meghiúsul egy Þökk (óészaki "köszönöm") nevű barlanglakó jötunn miatt, aki valószínűleg Loki volt álruhában.
Frigget többször is említik a Prózai Edda Skáldskaparmál fejezetében. Első említése a részlet elején történik, amben az áz istenek és istennők bált tartanak Asgardban, Frigg pedig egyike a tizenkét résztvevő istennőnek.

### Heimskringlaés a sagák
A Heimskringla első könyve, a Ynglinga saga, az istenek eredettörténetét írja le. Frigget egyszer említi. A saga szerint mindig, amikor Odin távol volt, Odin fivérei, Vili és Vé felügyeltek a bátyjuk birtokaira. Egyszer, amikor Odin kivételesen hosszú ideig maradt el, az ázok úgy gondolták, hogy már nem is fog visszatérni. A testvérek elkezdték felosztani a bátyjuk örökségét, de Frigget nem tudták elosztani, így mindkettőjüké lett. Nem sokkal később Odin visszatért, és visszakövetelte a birtokait és a feleségét.
A Völsunga sagában a nagy Rerir király a feleségével képtelen gyermeket nemzeni. Ez mind a kettőjüket elkeserítette, és buzgón imádkoztak az istenekhez, hogy gyermekük születhessen. Frigg hallgatta meg a könyörgésüket, és mondta el Odinnak.

## Jelképei
Frigg csarnoka Asgardban a Fensalir, melynek jelentése "mocsarak csarnoka". Ez lehetséges, hogy azt jelenti, hogy a lápos, mocsaras területek különösen szentek voltak a tisztelői számára, de semmi konkrét bizonyíték nincs erre. Feltételezések szerint Sága, aki Odinnal iszik arany serlegekből  az "elsűllyedt padokon" csupán Frigg egy másik megnevezése. 
Skandinávia egyes területein Orion övét (az Orion csillagkép három középső csillaga) Friggerock, vagyis Frigg guzsalya néven ismerik. Néhányan úgy tartják, hogy mivel a három közül az egyik csillag szinte pontosan az égi egyenlítőn helyezkedik el, a csillagok mozgását Frigg rokkájával azonosították. Egyes mondák szerint Frigg fonta és szőtte a felhőket.
| Frigg szimbólumai:  |
| ------------------- |
| Kulcsok             |
| Guzsaly             |
| Gozsalyorsó (rokka) |
| Fagyöngy            |

## Régészeti leletek
Egy 12. századi ábrázoláson a Schleswig katedrális (Schleswig-Holstein, Észak-Németország) falán látható egy köpenyes, de egyébként meztelen női alak, ami egy nagy macskán lovagol. Mellette egy hasonlóan köpenyes, de meztelen nő lovagol egy guzsalyon. Az ikonográfiai hasonlóságok miatt ezeket az alakokat Friggel és Freyjával azonosították.

## Hatása, művészet
Frigg történetét sok irodalmi és művészeti alkotás dolgozta fel a modern korban. 1774-ben Johannes Ewald írt egy zenés darabot Balders Død (Baldr halála) címmel, valamint III. Gusztáv svéd király is írt egy színdarabot Friggja címmel, amit 1783-ban vígjátékként, 1787-ben pedig operaként mutattak be. 1937-ben Hans-Friedrich Blunck írt egy Frau Frigg und Doktor Faust (Frigg asszony és Faust doktor) című drámát. További példák lehetnek művek K. Ehrenbergtől (Frigg, Freyja, rajz, 1883), John Charles Dollmantól (Frigga Spinning the Clouds, festmény, c. 1900), Emil Doeplertől (Wodan und Frea am Himmelsfenster, festmény, 1901), és H. Thomától (Fricka, rajz, dátum nem ismert). Wagner operájában, a A Nibelung gyűrűjében Frigg Fricka néven szerepel.

## Fordítás
- Ez a szócikk részben vagy egészben  a   Frigg című svéd Wikipédia-szócikk fordításán alapul.  Az eredeti cikk szerkesztőit annak laptörténete sorolja fel. Ez a jelzés csupán a megfogalmazás eredetét és a szerzői jogokat jelzi, nem szolgál a cikkben szereplő információk forrásmegjelöléseként.
- Ez a szócikk részben vagy egészben  a   Frigg című angol Wikipédia-szócikk fordításán alapul.  Az eredeti cikk szerkesztőit annak laptörténete sorolja fel. Ez a jelzés csupán a megfogalmazás eredetét és a szerzői jogokat jelzi, nem szolgál a cikkben szereplő információk forrásmegjelöléseként.